# Kolonia Transwalu
Kolonia Transwalu – brytyjska kolonia w południowo-wschodniej Afryce, na terenie obecnej Republiki Południowej Afryki.
W latach 1877–1881 Wielka Brytania okupowała Transwal, jednak na skutek działań zbrojnych w I wojnie burskiej zmuszona była do wycofania się z republik burskich.
W 1902 wybuchła kolejna wojna, która zakończyła się zwycięstwem brytyjskim i aneksją niezależnych republik. W 1910 roku kolonia Transwalu, Kolonia Rzeki Oranje, Kolonia Przylądkowa oraz kolonia Natalu zostały połączone w Związek Południowej Afryki.